# Montijo
|  | Per a altres significats, vegeu «Montijo (Portugal)». |

Montijo és una vila i municipi espanyol de la província de Badajoz, a Extremadura. Està situat a la comarca de Mèrida-Vegas Bajas. Té una població d'aproximadament de 15.961 habitants (2014). La vila se situa a mig camí entre Mèrida i Badajoz. A més, el municipi és la capital de la subcomarca de les Vegas Bajas del Guadiana.

## Història

### Prehistòria i edat antiga
Els orígens de Montijo no són del tot clars. Es creu que al Paleolític, l'home habità a un indret conegut com "El Pedregal", on han aparegut diferents eines prehistòriques. A la plaça de Cervantes es trobà, el 1984, una sepultura de planta circular excavada en la roca, un vas del període calcolític i un aixovar funerari.
La comarca va ser conquerida pels romans el 25 aC. La calçada que unia Mèrida i Lisboa fou construïda, passant pel terme de Montijo i, al seu costat, van créixer nombroses vil·les rurals, moltes de les quals es dedicaven a l'agricultura. Entre elles trobem la de Torreáguila, construïda el 50 dC. Es creu que també va existir un vicus romà anomenat Agla, que si és cert podria ser l'origen del poble.

### Edat mitjana
Malgrat això, amb l'arribada dels gots i visigots, s'aprofitaren aquestes vil·les romanes per construir alqueries i ermites. Actualment, en el que és la plaça d'Espanya, existí un pou de construcció visigoda que donà origen a l'escut de la vila amb dos arbres. Amb l'arribada de les tropes islàmiques a la comarca, els pobladors fugiren a Mèrida per refugiar-se. El 1230, Mèrida va ser conquistada per Alfons IX, i això comportà també Montijo. El rei va concebre a l'orde de Sant Jaume l'administració de la zona dels seus pobladors. L'Orde de Sant Jaume fundà l'encomienda de Montijo, posant-hi al front el primer comendador, Juan Chacón. Els cavallers de l'orde anomenaren el lloc "Montejo", perquè va néixer al peu d'un turonet que li donà el nom i li va concedir furs i privilegis perquè la zona fos repoblada. Es va construir la Casa del Comendador en la part més alta del poble, que després fou convertida en casa-palau pels comtes, davant de la primera església que va tenir Montijo, la de Sant Isidre. El nucli urbà va anant creixent al voltant de l'església i va anar formant carrers estrets i sinuosos, com ara el del carrer Peñas, Carnecería, Acinco, etc.

### Edat Moderna
El 1550 la vila fou venuda al Marquès de Villanueva del Fresno, Pedro Portocarrero, que fundaria després el Senyoriu de Montijo. El 13 de desembre del 1599, per Reial Decret de Felip III de Castella, el Senyoriu es converteix en comtat, i fou el seu primer comte Juan Manuel Portocarrero y Osorio. Els comtes annexionaren la vila de Puebla de la Calzada. El quart comte edificà la Casa-Graner, el Convent de les Clarises i va fer reformes a l'Església de San Pedro i a la Casa-Palau. A més a més, Francisca de Sales Portocarrero, sisena comtessa de Montijo, que el seu fill fou Cipriano Portocarrero, va tenir dues filles, Eugenia, la cèlebre Eugènia de Montijo, emperadriu de França per matrimoni amb Napoleó III, i Francisca, que es casà amb el Duc d'Alba. A més, el 1569 començà un plet per l'ús de les terres comunals, que durà fins al 1932.
Amb motiu de la guerra amb Portugal, el 22 de maig del 1644, els portuguesos varen saquejar i envair la vila, però quatre dies després de la festivitat del Corpus Christi, es va dur a terme la batalla de Montijo, en la qual els portuguesos van patir una gran derrota. A l'inici del segle xviii i amb motiu de la Guerra de Successió, s'intervingué de nou Portugal. El principi del segle xix vqa portar la guerra del Francès i, el juny del 1808, els francesos varen prendre el poble, motiu pel qual els locals varen haver d'escapar a Alburquerque. El 1812, els francesos varen deixar Montijo i va quedar un poble desolat i destrossat. El 1834, Montijo passà a dependre directament del Governador de Badajoz, i va acabar així la jurisdicció dels comtes sobre la vila. La desamortització, del 1835 al 1850, suposà que les millors terres subhastades anaren a formar part dels més rics. El 1854, per culpa de les infrahumanes condicions higièniques, s'originà una epidèmia de còlera amb una gran incidència sobre la població. També diverses plagues de llagostes i anys de sequera originaren per primera vegada els moviments camperols.

### Edat contemporània
A la fi del segle es creà la Societat "López de Ayala", amb l'objectiu de fomentar el teatre, i el 1895 va aparèixer la primera experiència periodística del poble. Al segle xx el comerç local va tenir un gran impuls. La cultura també, amb diferents centres. Això no obstant, el 13 d'agost del 1936, el Coronel Yagüe va prendre el poble amb les tropes del General Franco. Als anys 50 començà el Pla Badajoz, amb la construcció del Canal de Montijo pels presos polítics empresonats a les colònies penitenciàries militaritzades.
Avui en dia, Montijo ha superat els 15.000 habitants, i el 1988 es convertí en capital del seu propi partit judicial.

## Geografia
La vila de Montijo es troba al marge dret del riu Guadiana, situada sobre planes i, envoltada d'hortes on es conreen diversos tipus de fruites i verdures. La superfície del terme municipal de Montijo és de 119,7 km², i això converteix el municipi en el més extens de la comarca. El punt més alt del municipi i de la comarca és "La Centinela" amb una altitud de 270 metres sobre el mar. "San Gregorio", amb 264 metres sobre el nivell del mar, és el segon punt més alt del municipi. S'ha de remarcar que la part nord del municipi és més alta que la sud, que toca amb el riu Guadiana. Tot el terme municipal de Montijo gaudeix d'un clima mediterrani continental. Al juliol, Montijo té una temperatura mitjana de 24 a 26 graus, i al gener, de més de vuit graus.
El municipi de Montijo té unes bones connexions de transport, en general, tant per carretera, ferrocarril com avió. L'autovia 5, que connecta Madrid amb Lisboa, es troba a només 9 quilòmetres del nucli principal del municipi, a 5 quilòmetres de Barbanyo i a 16 quilòmetres de Làcara. L'aeroport més pròxim és el de Talavera La Real, que es troba a només uns 24 quilòmetres. El municipi, a més, té dues parades de tren, una estació, Montijo, i un baixador, Montijo-El Molino.
Limita amb 7 diferents termes municipals:
| Badajoz                               | Mèrida         | Mèrida                |
| Badajoz                               |                | La Garrovilla- Mèrida |
| Puebla de la Calzada - Valdelacalzada | Lobón - Mèrida | Torremayor            |

## Nuclis de població
El municipi inclou, a més de la vila de Montijo, una entitat local menor, Barbanyo, i, una pedania, Làcara.
| Entitat de població | Habitants (2009) |
| ------------------- | ---------------- |
| Barbaño             | 625              |
| Lácara              | 253              |
| Montijo             | 15358            |
| Font: Idescat       |                  |

## Demografia
En només 60 anys, entre el 1900 i el 1960, es va doblar la població de Montijo. Això no obstant, a partir d'aquest punt començà el declivi demogràfic potenciat per la manca de treball; per aquest motiu molts habitants immigraren a altres parts del país com a Madrid, Catalunya o País Basc. Des del 1991 la població ha anat augmentat molt lentament amb alts i baixos.
| 1900   | 1910   | 1920   | 1930   | 1940   | 1950   | 1960   | 1970   | 1981   |
| 7.644  | 9.507  | 9.110  | 9.671  | 11.133 | 12.100 | 14.961 | 12.530 | 13.124 |
| 1986   | 1987   | 1988   | 1989   | 1990   | 1991   | 1992   | 1993   |        |
| 14.531 | 14.626 | 14.788 | 14.919 | 15.083 | 15.008 | 15.035 | 15.220 |        |
| 1994   | 1995   | 1996   | 1998   | 1999   | 2000   | 2001   | 2002   |        |
| 15.233 | 15.340 | 15.480 | 15.498 | 15.332 | 15.314 | 15.408 | 15.453 |        |
| 2003   | 2004   | 2005   | 2006   | 2007   | 2008   | 2009   | 2010   |        |
| 15.422 | 15.512 | 15.620 | 15.648 | 15.711 | 15.973 | 16.236 | 16.279 |        |

## Política

### Eleccions municipals del 2011
El partit més votat a Montijo fou el PP, que va guanyar la majoria absoluta, amb 9 regidors; seguit del PSOE, amb 7, i Izquierda Unida, amb 1. Per tant, va sortir com a candidat més votat l'alcalde Alfonso Pantoja Gómez.
| Candidatura | Candidatura                                                           | Cap de llista          | Vots  | Regidors | % vots |
| ----------- | --------------------------------------------------------------------- | ---------------------- | ----- | -------- | ------ |
|             | Partit Popular                                                        | Alfonso Pantoja Gómez  | 4307  | 9        | 47,85  |
|             | Partit Socialista Obrer Espanyol                                      | Manuel Gómez Rodríguez | 3549  | 7        | 39,43  |
|             | Izquierda Unida - Los Verdes - Socialistes Independents d'Extremadura | Alonso Rodríguez Gómez | 925   | 1        | 10,28  |
|             | nul                                                                   |                        | 147   |          | 1,14   |
|             | vot blanc                                                             |                        | 220   |          | 1,70   |
| Total       | Total                                                                 | 12892                  | 12892 | 17       | 100    |

### Alcaldes de la democràcia
| Legislatura | Nom de l'alcalde             | Partit Polític |
| ----------- | ---------------------------- | -------------- |
| 1979 - 1983 | Juan Carlos Molano Gragera   | PCE            |
| 1983 - 1987 | Juan Carlos Molano Gragera   | PCE            |
| 1987 - 1991 | ?                            | ?              |
| 1991 - 1995 | ?                            | ?              |
| 1995 - 1999 | ?                            | ?              |
| 1999 - 2003 | ?                            | ?              |
| 2003 - 2007 | Maria Mercedes Molina Blanco | PSOE           |
| 2007 - 2011 | Alfonso Pantoja Gómez        | PP             |
| 2011 - 2015 | Alfonso Pantoja Gómez        | PP             |

## Llocs d'interès

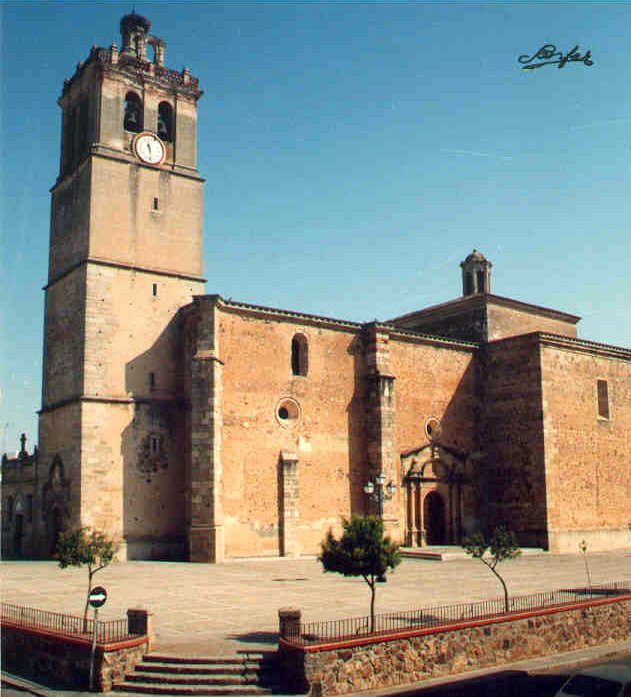
Església Parroquial de San Pedro Apóstol

- Vil·la Romana de Torreáguila, restes romanes de l'any 50 dC
- Església Parroquial de San Pedro Apóstol
- Ermita de Nuestra Señora de Barbaño

## Equipaments municipals
Centres educatius
- C.E. I El Alborada, Montijo.
- CP Torre águila Arxivat 2012-02-06 a Wayback Machine., Barbanyo.
- CP Padre Manjón Arxivat 2013-01-20 a Wayback Machine., Montijo.
- CP Príncipe de Asturias Arxivat 2012-02-06 a Wayback Machine., Montijo.
- CP Virgen de Barbaño Arxivat 2009-05-29 a Wayback Machine., Montijo.
- Col·legi Santo Tomás de Aquino, Montijo.
- CEE Ponce de León, Montijo.
- IES Vegas Bajas Arxivat 2011-08-20 a Wayback Machine., Montijo.
- IES Extremadura Arxivat 2011-09-02 a Wayback Machine., Montijo.

## Gastronomia
L'entorn que rodeja Montijo proporciona a la seva gastronomia peculiars ingredients amb els quals es poden preparar plats senzills i gustosos. Alguns plats molt típics són les mandonguilles, les "migas", la caldereta extremenya... No obstant això, hi ha plats que són exclusivament de Montijo, com ara la "gallina en pepitoria", les mandonguilles "escaldás" del "siño" Pedro Martínez, les "perrunillas", el "refrito de cerdo"...

## Entorn natural
Àrea natural Las Cabezas: situada a 1.500 quilòmetres de la localitat, amb una extensió de 61 hectàrees, aquesta zona natural ha estat recuperada perquè la població pugui gaudir d'un espai natural fins ara abandonat i molt deteriorat. Actualment, s'ha repoblat la zona amb arbres autòctons i s'hi han col·locat bancs.
La Centinela i San Gregorio: la Centinela es denomina així per l'ús que se li donà a partir dels segles xiv i xv, per la protecció del poble i la comarca. Té 270 metres d'altitud i és una de les muntanyes més altes de la comarca. És un punt privilegiat d'observació, i es veu a l'oest la frontera hispano-portuguesa; cap al nord, la Sierra de San Pedro, la Roca de la Sierra i la Nava de Santiago, i al sud, Lobón i Guadajira.
Pantà de Los Canchales: situat sobre el riu Lácara, a uns 15 quilòmetres al nord-oest de Montijo, entre els termes municipals de Mèrida, la Garrovilla i Montijo. Fou construït a la darreria dels anys vuitanta en un entorn de devesa. A més a més, la presa ha servit de refugi per a aus com ara cigonyes, ànecs, etc.